# Franz Xavier Luschin
Franz Xavier Luschin (ur. 3 grudnia 1781 w Teinach, zm. 2 maja 1854) – austriacki biskup rzymskokatolicki, biskup Trydentu w latach 1824–1834, arcybiskup metropolita lwowski w latach 1834–1835, arcybiskup Gorycji w latach 1835–1854.

## Życiorys
Studiował w Grazu. Święcenia kapłańskie przyjął w 1804. Pracował jako duszpasterz w Klagenfurcie, był także doradcą rządcy cesarskiego w Innsbrucku.
24 maja 1824 został mianowany biskupem Trydentu. Sakrę biskupią przyjął 3 października 1824. 23 czerwca 1834 został przeniesiony na urząd arcybiskupa metropolity lwowskiego (połączone z tytułem prymasa Galicji i Lodomerii). Jednak już 6 kwietnia 1835, ze względu na nieznajomość języka polskiego, został mianowany arcybiskupem Gorycji.